# Doina Pană
 (septembre 2024).
Si vous disposez d'ouvrages ou d'articles de référence ou si vous connaissez des sites web de qualité traitant du thème abordé ici, merci de compléter l'article en donnant les références utiles à sa vérifiabilité et en les liant à la section « Notes et références ».
Adriana-Doina Pană, née le 16 mai 1957, est une femme politique roumaine membre du Parti social-démocrate (PSD). Elle est ministre des Eaux et des Forêts de juin 2017 à janvier 2018.

## Biographie
Elle démissionne de son poste de ministre roumaine des Eaux et des Forêts en janvier 2018 pour raisons de santé.